# Dominique Duncan
Dominique Duncan (née le 7 mai 1990 à Houston) est une athlète américaine naturalisée nigériane en 2014, spécialiste des épreuves de sprint.

## Biographie
Elle obtient la nationalité nigériane en mai 2014. Elle participe sous les couleurs du Nigeria aux premiers relais mondiaux, à Nassau aux Bahamas, et se classe quatrième du relais 4 × 100 mètres et septième du relais 4 × 200 mètres. Lors des Jeux du Commonwealth de 2014, à Glasgow en Écosse, elle remporte la médaille d'argent du 4 × 100 m en compagnie de Gloria Asumnu, Blessing Okagbare et Lawreta Ozoh.

## Palmarès
| Date | Compétition               | Lieu      | Résultat | Épreuve   | Temps         |
| ---- | ------------------------- | --------- | -------- | --------- | ------------- |
| 2014 | Relais mondiaux de l'IAAF | Nassau    | 4e       | 4 × 100 m | 42 s 67       |
| 2014 | Relais mondiaux de l'IAAF | Nassau    | 7e       | 4 × 200 m | 1 min 33 s 71 |
| 2014 | Jeux du Commonwealth      | Glasgow   | 2e       | 4 × 100 m | 42 s 92       |
| 2014 | Championnats d'Afrique    | Marrakech | 3e       | 200 m     | 22 s 98       |
| 2014 | Championnats d'Afrique    | Marrakech | 1re      | 4 × 100 m | 43 s 56       |
| 2015 | Relais mondiaux de l'IAAF | Nassau    | 7e       | 4 × 100 m | 42 s 99       |
| 2015 | Relais mondiaux de l'IAAF | Nassau    | 1re      | 4 × 200 m | 1 min 30 s 52 |
| 2017 | Relais mondiaux de l'IAAF | Nassau    | 5e       | 4 × 200 m | 1 min 33 s 08 |

## Records
| Épreuve | Performance | Lieu       | Date         |
| ------- | ----------- | ---------- | ------------ |
| 100 m   | 11 s 30     | Austin     | 30 mars 2012 |
| 200 m   | 22 s 82     | San Marcos | 5 avril 2014 |